# Trophées UNFP du football 2005
Les trophées UNFP du football 2005 récompensent les acteurs du football professionnel français pour la saison 2004-2005.
L'UNFP annonce l'ensemble des nommés pour cette 14e édition, et le 22 mai, les lauréats sont connus lors d'une cérémonie diffusée sur Canal+.
À l'exception du prix du but de l'année où c'est le public qui choisit, les lauréats sont désignés par des personnalités du football français (joueurs, entraîneurs, présidents de club...), à la suite d'un vote.

## Résultats

### Joueurs, joueuses et entraîneurs
| Catégorie           | Catégorie           | Nommés              | Nommés                 | Nommés            | Lauréats            |
| Catégorie           | Catégorie           | Personnalités       | Club                   | Poste             | Lauréats            |
| ------------------- | ------------------- | ------------------- | ---------------------- | ----------------- | ------------------- |
| Ligue 1             | Meilleur joueur     | Michael Essien      | Olympique lyonnais     | Milieu de terrain | Michael Essien      |
| Ligue 1             | Meilleur joueur     | Juninho             | Olympique lyonnais     | Milieu de terrain | Michael Essien      |
| Ligue 1             | Meilleur joueur     | Bonaventure Kalou   | AJ Auxerre             | Attaquant         | Michael Essien      |
| Ligue 1             | Meilleur joueur     | Alexander Frei      | Stade rennais          | Attaquant         | Michael Essien      |
| Ligue 1             | Meilleur gardien    | Fabien Barthez      | Olympique de Marseille | Gardien de but    | Grégory Coupet      |
| Ligue 1             | Meilleur gardien    | Grégory Coupet      | Olympique lyonnais     | Gardien de but    | Grégory Coupet      |
| Ligue 1             | Meilleur gardien    | Lionel Letizi       | Paris Saint-Germain    | Gardien de but    | Grégory Coupet      |
| Ligue 1             | Meilleur gardien    | Tony Sylva          | LOSC Lille             | Gardien de but    | Grégory Coupet      |
| Ligue 1             | Meilleur espoir     | Jérémy Mathieu      | FC Sochaux             | Défenseur         | Jérémy Toulalan'    |
| Ligue 1             | Meilleur espoir     | Rio Mavuba          | Girondins de Bordeaux  | Milieu de terrain | Jérémy Toulalan'    |
| Ligue 1             | Meilleur espoir     | Jérémy Toulalan     | FC Nantes              | Milieu de terrain | Jérémy Toulalan'    |
| Ligue 1             | Meilleur espoir     | Samir Nasri         | Olympique de Marseille | Milieu de terrain | Jérémy Toulalan'    |
| Ligue 1             | Meilleur entraîneur | László Bölöni       | Stade rennais          | Entraîneur        | Paul Le Guen        |
| Ligue 1             | Meilleur entraîneur | Paul Le Guen        | Olympique lyonnais     | Entraîneur        | Paul Le Guen        |
| Ligue 1             | Meilleur entraîneur | Claude Puel         | LOSC Lille             | Entraîneur        | Paul Le Guen        |
| Ligue 2             | Meilleur joueur     | Gaël Danic          | Grenoble Foot          | Milieu de terrain | Bakari Koné         |
| Ligue 2             | Meilleur joueur     | Benjamin Nivet      | ES Troyes AC           | Milieu de terrain | Bakari Koné         |
| Ligue 2             | Meilleur joueur     | Sébastien Grax      | ES Troyes AC           | Attaquant         | Bakari Koné         |
| Ligue 2             | Meilleur joueur     | Bakari Koné         | FC Lorient             | Attaquant         | Bakari Koné         |
| Ligue 2             | Meilleur gardien    | Gennaro Bracigliano | AS Nancy-Lorraine      | Gardien de but    | Gennaro Bracigliano |
| Ligue 2             | Meilleur gardien    | Johan Liébus        | FC Gueugnon            | Gardien de but    | Gennaro Bracigliano |
| Ligue 2             | Meilleur gardien    | Barel Mouko         | Dijon FCO              | Gardien de but    | Gennaro Bracigliano |
| Ligue 2             | Meilleur gardien    | Patrick Regnault    | CS Sedan               | Gardien de but    | Gennaro Bracigliano |
| Ligue 2             | Meilleur entraîneur | Pablo Correa        | AS Nancy-Lorraine      | Entraîneur        | Jean-Marc Furlan    |
| Ligue 2             | Meilleur entraîneur | Jean-Marc Furlan    | ES Troyes AC           | Entraîneur        | Jean-Marc Furlan    |
| Ligue 2             | Meilleur entraîneur | Rudi Garcia         | Dijon FCO              | Entraîneur        | Jean-Marc Furlan    |
| Division 1 féminine | Meilleure joueuse   | Sonia Bompastor     | Montpellier HSC        | Milieu de terrain | Marinette Pichon    |
| Division 1 féminine | Meilleure joueuse   | Laëtitia Tonazzi    | FCF Juvisy Essonne     | Attaquante        | Marinette Pichon    |
| Division 1 féminine | Meilleure joueuse   | Marinette Pichon    | FCF Juvisy Essonne     | Attaquante        | Marinette Pichon    |

### But de l'année
| Championnat | Nommés           | Match                  | Match | Match                  | Match | Match       | Pourcentage des internautes | Lauréat         |
| Championnat | Nommés           | Club                   | Score | Adversaire             | Lieu  | Journée     | Pourcentage des internautes | Lauréat         |
| ----------- | ---------------- | ---------------------- | ----- | ---------------------- | ----- | ----------- | --------------------------- | --------------- |
| Ligue 1     | Pauleta          | Paris Saint-Germain    | 2 - 1 | Olympique de Marseille | Dom.  | 13e journée |                             | Laurent Batlles |
| Ligue 1     | Laurent Batlles  | Olympique de Marseille | 3 - 1 | Toulouse FC            | Ext.  | 24e journée |                             | Laurent Batlles |
| Ligue 1     | Pascal Feindouno | AS Saint-Étienne       | 3 - 0 | AC Ajaccio             | Dom.  | 24e journée |                             | Laurent Batlles |
| Ligue 1     | Ederson          | OGC Nice               | 2 - 1 | AS Monaco              | Dom.  | 27e journée |                             | Laurent Batlles |
| Ligue 1     | David Gigliotti  | AS Monaco              | 1 - 2 | OGC Nice               | Ext.  | 27e journée |                             | Laurent Batlles |
| Ligue 1     | Sidney Govou     | Olympique lyonnais     | 2 - 1 | Istres FC              | Dom.  | 29e journée |                             | Laurent Batlles |

### Équipes type

#### Ligue 1
| Poste      | Joueurs           | Club                   |
| ---------- | ----------------- | ---------------------- |
| Gardien    | Grégory Coupet    | Olympique lyonnais     |
| Défenseurs | Habib Beye        | Olympique de Marseille |
| Défenseurs | Cris              | Olympique lyonnais     |
| Défenseurs | Gaël Givet        | AS Monaco              |
| Défenseurs | Éric Abidal       | Olympique lyonnais     |
| Milieux    | Michael Essien    | Olympique lyonnais     |
| Milieux    | Bonaventure Kalou | AJ Auxerre             |
| Milieux    | Juninho           | Olympique lyonnais \|  |
| Milieux    | Florent Malouda   | Olympique lyonnais     |
| Attaquants | Alexander Frei    | Stade rennais          |
| Attaquants | Sylvain Wiltord   | Olympique lyonnais     |

| Club                   | Nombre de joueurs |
| ---------------------- | ----------------- |
| Olympique lyonnais     | 7                 |
| AJ Auxerre             | 1                 |
| Olympique de Marseille | 1                 |
| AS Monaco              | 1                 |
| Stade rennais          | 1                 |

#### Ligue 2
| Poste      | Joueurs             | Club                 |
| ---------- | ------------------- | -------------------- |
| Gardien    | Gennaro Bracigliano | AS Nancy-Lorraine \| |
| Défenseurs | Juan-Luis Montero   | ES Troyes AC         |
| Défenseurs | Damien Perquis      | ES Troyes AC         |
| Défenseurs | Pape Diakhaté       | AS Nancy-Lorraine    |
| Défenseurs | Nadir Belhadj       | CS Sedan             |
| Milieux    | Frédéric Thomas     | Le Mans FC           |
| Milieux    | Gaël Danic          | Grenoble Foot        |
| Milieux    | Kamel Chafni        | LB Châteauroux       |
| Milieux    | Benjamin Nivet      | ES Troyes AC         |
| Attaquants | Bakari Koné         | FC Lorient           |
| Attaquants | Sébastien Grax      | ES Troyes AC         |

| Club              | Nombre de joueurs |
| ----------------- | ----------------- |
| ES Troyes AC      | 4                 |
| AS Nancy-Lorraine | 2                 |
| LB Châteauroux    | 1                 |
| Grenoble Foot     | 1                 |
| Le Mans FC        | 1                 |
| FC Lorient        | 1                 |
| CS Sedan          | 1                 |

### Autres prix
| Prix              | Lauréats        |
| ----------------- | --------------- |
| Trophée spécial   | Corinne Diacre  |
| Trophée d'honneur | Marcel Desailly |

## Diffusion
| Date          | 22 mai 2005                     |
| Télévision    | Canal+                          |
| Lieu          | Olympia, Paris                  |
| Réalisateur   |                                 |
| Présentateurs | Nathalie Iannetta Hervé Mathoux |
| Intervenants  | Nicolas Canteloup               |
| Audiences     |                                 |